# Plaza de María Agustina (Castellón)
La plaza de María Agustina es una espacio público de la ciudad española de Castellón de la Plana. Se trata de uno de los principales puntos neurálgicos de la capital al situarse junto al núcleo histórico pero igualmente cercana a las nuevas zonas de expansión urbana. A su alrededor se encuentra la sede de algunas de las instituciones políticas más importantes de la provincia de Castellón. Su elemento más característico es el gran ficus situado en el lado sur de la plaza, el árbol más emblemático de cuantos hay plantados en la ciudad.

## Localización
Urbanísticamente la plaza se encuentra en la esquina noreste del núcleo histórico, antiguo recinto amurallado que se expandió hasta esta zona en el siglo XIV y que tenía en este lugar una de sus puertas al final de la calle Mayor, por lo que ya desde esta época el espacio se constituía como un importante cruce de caminos. Esta condición no se ha perdido, ya que son 9 las calles que nacen o mueren en este espacio, destacando las calles Sanahuja y Gobernador Bermúdez de Castro que forman parte de la Ronda Centro, el anillo de circunvalación interior de la ciudad. Por tanto, las calles al sur de la plaza rodean o penetran al antiguo recinto amurallado, las del oeste bordean uno de los arrabales de la ciudad; las del norte, que siguen el trazado de las acequias que nacían en este lugar, conducen a ensanches surgidos a mediados del siglo XX y las del este comunican a desarrollos más modernos de la ciudad construidos entre finales del siglo pasado y principios del siglo XXI situados a pocos metros de la plaza.
Topográficamente la plaza se encuentra en el cruce del barranco que circula por la calle San Luis desde el Desierto de las Palmas con la acequia Mayor, de la que en este punto nace la acequia de Coscollosa. Se trata de un punto más bajo que los circundantes al que la ligera pendiente del terreno circundante conducía las aguas, que se llegaban a estancar en la zona permaneciendo durante bastante tiempo, motivo por el que esta zona fue conocida como El Toll.

## Odonímia
Está en disputa quién es el personaje al que está dedicada esta plaza. Según documentación oficial del Ayuntamiento de Castellón de la Plana, y que las placas con el nombre de la calle recuerdan, la actual denominación le sería dada el 31 de diciembre de 1940,  en memoria de la heroína de los Sitios de Zaragoza durante la guerra de Independencia española Agustina de Aragón, nacida como Agustina Raimunda María Saragossa Domènech, que tenía familiares residentes en Castellón. Sin embargo expertos en la historia y la cultura castellonense consideran que el nombre proviene de otro personaje histórico, una esclava angoleña lamada María Agustina, «dotada de las mayores virtudes y querida por sus vecinos» propiedad de la condesa de Noroña, que tenía su casa señorial en el lado oeste de la actual plaza, y que al morir sin descendencia, en los acuerdos por los cuales se repartía su herencia entre la familia de los Feliu, queda en libertad a cambio de que la familia obtenga la propiedad de la vivienda, que más tarde recibiría en usufructo, según consta en acuerdos municipales fechados el 7 de agosto de 1727. Desde ese momento la plaza lleva su nombre, como lo demuestra otro documento del 23 de agosto de 1794. Antes de la fecha en que se le dio su actual denominación, ya portó este nombre durante la dictadura de Primo de Rivera momento en que todos los documentos oficiales hacen referencia a la plaza de Agustina de Aragón; y aún unas décadas antes. Aunque según Calduch Font la María Agustina a la que hace referencia el nombre de la plaza es otra mujer que participó en los hechos bélicos de Zaragoza diferente a la heroína y que finalizó la contienda con el grado de teniente del ejército.
El 28 de junio de 1939, unos meses después del fin de la guerra civil española, la plaza pasó a llamarse, aunque no se sabe si el cambio finalmente se produjo, del 18 de julio en recuerdo de la fecha del Alzamiento nacional, el golpe de Estado impulsado entre otros por Francisco Franco, cuyas tropas acabaron ganando la guerra. Este nombre sustituye a los dos que tuvo la plaza durante la Segunda República, primero el de plaza Alcalde Forcada en honor al líder local del Partido Republicano Radical y director del Heraldo de Castellón, José Forcada Peris que ejerció como munícipe entre 1918 y 1920; más tarde durante la contienda bélica, el 25 de agosto de 1936, se cambia la denominación de la plaza por la de Madrid en honor a la capital del estado, más tarde, el 1 de enero de 1937 se confirmaría el cambio aprovechando para honrar a la defensa de Madrid.
Antes de la dictadura primoriverista la denominación oficial, aprobada en 1919, fue la de plaza Wilson, en honor al presidente de los Estados Unidos de América Woodrow Wilson que lideró su país durante la Primera Guerra Mundial y premio Nobel de la Paz ese mismo año. Quizás el primer nombre oficial de este espacio público fue el de plaza de los Lavaderos nuevos, plaça dels rentadors nous en valenciano, y que se mantuvo desde su construcción hasta unos años antes de que se le diera el nombre del presidente estadounidense. Antes de eso, en el siglo XVII se documenta el nombre de placeta del Señor Francisco en honor a Francisco Feliu Berga, que construyó la primera casa de la plaza.
El primer nombre registrado de la zona es medieval cuando se conocía como Clot de l'Hospital con base en las características orográficas de la zona y a la construcción más importante que se encontraba en sus proximidades. Esta denominación fue evolucionando hacia la de El Toll, en castellano ‘el charco’, y que todavía pervive en el imaginario cultural de la ciuada, dando nombre, por ejemplo, a la gaiata que celebra en la plaza sus eventos particulares en el marco de las fiestas de la Magdalena.

## Historia
Las primeras construcciones documentadas en la zona fueron en forma de un arrabal que sería absorbido por la última ampliación del recinto amurallado autorizada en 1386. Aquí se encontraba el hospital fundado por Guillem de Trullols del que se conoce su existencia desde 1391 y que en 1509 se fusionó con el Hospital de la Villa quedando como el único centro sanitario de Castellón. Hacia 1565 la Cofradía de la Purísima Sangre fundada unas décadas antes se trasladó a la iglesia del Hospital, que en 1729 se amplió con una capilla octogonal, origen de la iglesia de dicha advocación. Esta construcción fue la que dio el primer nombre a la zona, el Clot de l'Hospital, una zona donde los castellonenses de la época hacían la colada y los ganaderos limpiaban la lana con la que después comerciarían.
El portal que se construyó en el nuevo lienzo de muralla al final de la calle Mayor fue el que daba acceso al camino Real por el norte, la muralla medieval sería derribada en la última década del siglo XVIII. En este punto también confluian los caminos de Vorasèquia, actual calle Gobernador, y de Molins, actual avenida Capuchinos, que seguían el trazado de la acequia Mayor. De la acequia madre de la huerta castellonense nacían en este punto la acequia de Coscollosa, que regaba la partida homónima, y las filas de Rafalafena y Taxida.
En el siglo XVII Francesc Feliu Berga construye la casa solariega de su familia, conocida como la Casa gran, fue la primera construcción extramuros en esta zona, dando origen a lo que más tarde sería conocido como el Raval San Félix o de les Forques. En esta casa donde vivió como esclava María Agustina. El edificio fue remodelado en 1800, primero acogió a la Guardería rural y después, entre 1932 y la guerra civil, al primer conservatorio de música de la ciudad. Posteriormente fue derribado y en su solar se construyó el edificio Sindical.

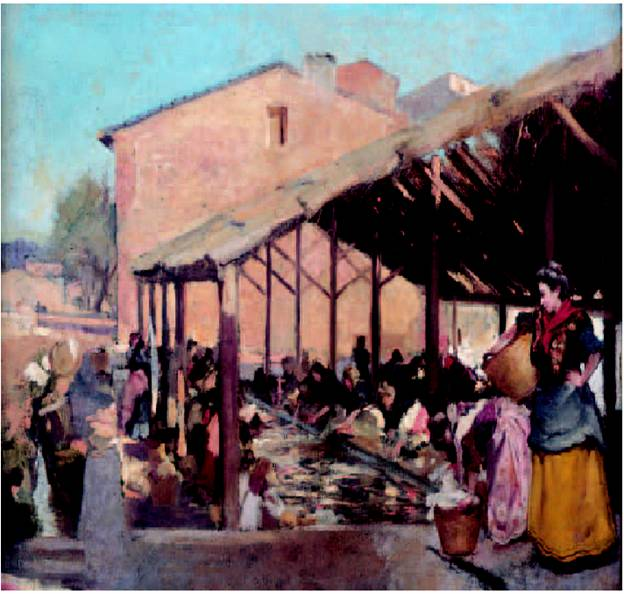
Llavadors de la Plaça Maria Agustina, Vicente Castell

En el lado este de la plaza se dio permiso en 1799 para construir un molino harinero movido por las aguas de la acequia Mayor junto a un abrevadero y un puente, pero no se construyó hasta 1806 tomando el nombre de Toll que perduró hasta 1925. Junto a él se construyeron unos lavaderos públicos que se techarían en 1912, y finalmente se derribarían en 1935 para construir el palacio de justicia que finalmente sería la sede del Gobierno Civil. Al lado, en la esquina con la calle Gobernador se instaló en 1871 la fábrica de gas que se clausuraría en 1929.
En 1837 ante un asedio en el marco de las guerras carlistas se construyó una nueva muralla que usaba como foso la acequia de Coscollosa, ampliándose en este punto hacia el este para acoger las construcciones de ese lado de la plaza, y construyendo un portal llamado del Toll para dar acceso al camino de Molins y al de Taxida. Esta muralla, en mejor o peor estado, se mantuvo en pie hasta 1882 y su único resto visible puede visitarse en la plaza de la Muralla Liberal, justo detrás del edificio de la Subdelegación del Gobierno.
En 1843 la plaza es descrita por Pascual Madoz en su Diccionario geográfico-estadístico-histórico de España y sus posesiones de Ultramar como trapezoidal, con 245 pies de longitud i 125 pies de anchura y con pocas casas al situarse al lado de la acequia Mayor. En 1872 se reforma por primera vez el espacio incluyendo la plantación de árboles y la instalación de una fuente. En 1887 se ordenan las manzanas que concurren a la plaza. En 1889 se suprime la balsa que estaba desde tiempos medievales y que en los últimos años se había convertido en la pieza principal de la plaza al ser atravesado por un puente metálico pintado de verde y dar cobijo a numerosos patos. En 1893 se construyen las primeras aceras de la plaza, y 20 años después se decide plantar un jardín.
En 1902 se inauguró el paseo directo hasta el santuario de Nuestra Señora del Lledó. En 1929 se cubre con bóveda la acequia Mayor y empieza la urbanización del sector comprendido entre la calle Sanahuja y la avenida Capuchinos, creando su característico paseo de palmeras. En la década de 1950 se inctala una nueva fuente luminosa. Entre 1997 y 1998 la plaza es remodelada completamente dejando su actual configuración.
En 1975 el ayuntamiento decide cambiar la dirección de giro de la glorieta para agilizar el tráfico que desde la calle Mayor se dirigía a la de Conde Pestagua. Esto provocó que la plaza María Agustina fuese el único punto de Europa continental donde se circulaba siguiendo el sentido de las agujas del reloj, esto es por la izquierda. Durante el tiempo que estuvo vigente esta norma los accidentes de tráfico fueron constantes, pero la peculiaridad se convirtió también en un hecho diferencial que gustaba a muchos castellonenses. En el verano de 2003 se peatonalizó la calle Mayor reduciendo el tráfico que soportaba entre un 75 % y un 80 %, por lo que la necesidad de dar prioridad a la salida de vehículos desde esta calle y el 24 de noviembre del año siguiente el ayuntamiento rvertía el sentido de la circulación haciendo cumplir en la glorieta las normas generales de tráfico. Esta decisión trajo algunas protestas ciudadanas, pero la adaptación de los conductores fue rápida y solo se produjeron pequeñas molestias los primeros días tras el cambio.
La plaza María Agustina es el epicentro de la vidad ciudadana de Castellón. A lo largo del año por ella pasan la mayoría de desfiles festivos, desde la cabalgata de Reyes Magos, todos los celebrados durante las Fiestas de la Magdalena, o las procesiones de Semana Santa y en ocasiones especiales es el lugar de recibimiento a la patrona en sus visitas a la ciudad. También es el punto neurálgico para el inicio o el final de las manifestaciones de la ciudadanía, destacando las del Día del Trabajo. Antiguamente era el punto donde se disolvía la comitiva oficial de la procesión de la Romería de las Cañas al ermitorio de Santa María Magdalena y también acogió el lanzamiento de las mascletás de las fiestas hasta 1993.

## Elementos de interés

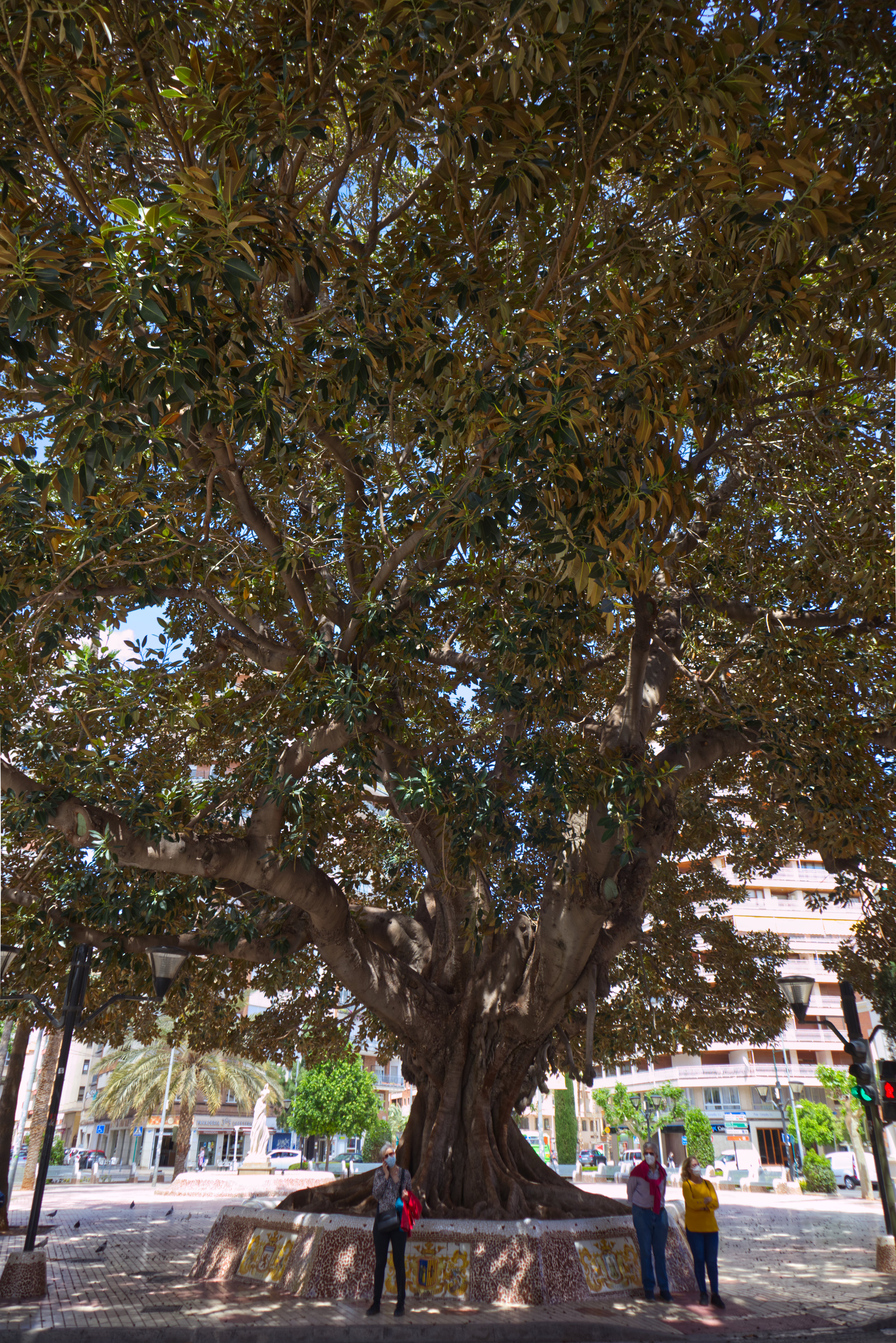
Ficus centenario

### Partidor de las acequias Mayor y Coscollosa
Bajo la plaza, tapado por unas trampillas, se encuentra el partidor que divide las aguas de la acequia Mayor para repartir 2/5 de su caudal con la acequia de Coscollosa. Esta obra de ingeniería hidráulica se fecha como realizada en el siglo XIII. Consiste en un tajamar central de argamasa rematado con grandes sillares de piedra en el vértice y los laterales que a principios del siglo XX se recubrieron de hormigón, situado en el interior del cajero de la acequia dividiéndolo en 2 lenguas. Antiguamente la partición se hacía insertando sendos tablones de madera en las guías situadas a cada lado del tajamar para impedir que el agua circulara por la acequia no deseada. La urbanización de la plaza elevó el terreno de la misma resguardando la importante función hidráulica bajo tierra, que se mantuvo hasta principios del siglo XXI cuando el trazado de la acequia Mayor fue desviado bajo la nueva circunvalación. La construcción fue declarada Bien de relevancia local e inscrito en el Inventario General del Patrimonio Cultural Valenciano con el código 12.040-9999-000033.

### Ficus
El árbol más reconocido de la ciudad es el ejemplar de Ficus macrophylla situado en el lado sur de la glorieta, ya que tiene una altura de 18 m, el tronco tiene es circunferencia de 4,55 m y un diámetro de la copa de 25 m. No se cconoce con certeza su origen pero se supone superviviente del ajardinamiento realizado en 1913, o plantado en 1930. Sirve de nido a numerosas aves, principalmente estorninos, que también provocaron en el pasado que su estado de salud sufriera por el peso de los pájaros que lo habitan, debiendo someterse a diversas podas y tratamientos, pero en la actualidad presenta una buena frondosidad y situación de sombra. Está catalogado como árbol monumental y singular de la Comunidad Valenciana con el número de inventario 493 desde 2012.

#### Elementos cerámicos
Para la protección del ficus se construyó en 1952 un gran macetero en forma de eneaedro que se decoró con 9 paneles cerámicos mostrando los escudos de armas de las diferentes poblaciones de la provincia de Castellón cabeza de partido judicial en ese momento, estos son Albocácer, Castellón de la Plana, Lucena del Cid, Morella, Nules, San Mateo, Segorbe, Vinaroz y Viver todos ellos acompañados de unas rocallas que recuerdan los diseños alcorinos del género Álvaro, obra de Rafael Guallart Carpí. En 1984 su hijo Ferran Guallart restauró los paneles cerámicos y añadió otro con las mismas características conmemorando la Fiesta del Árbol de ese año. En ese momento también se dio al macetero su imagen actual con un revestimiento en trencadís marrón y blanco que se repite en la fuente y el mobiliario urbano de la plaza.

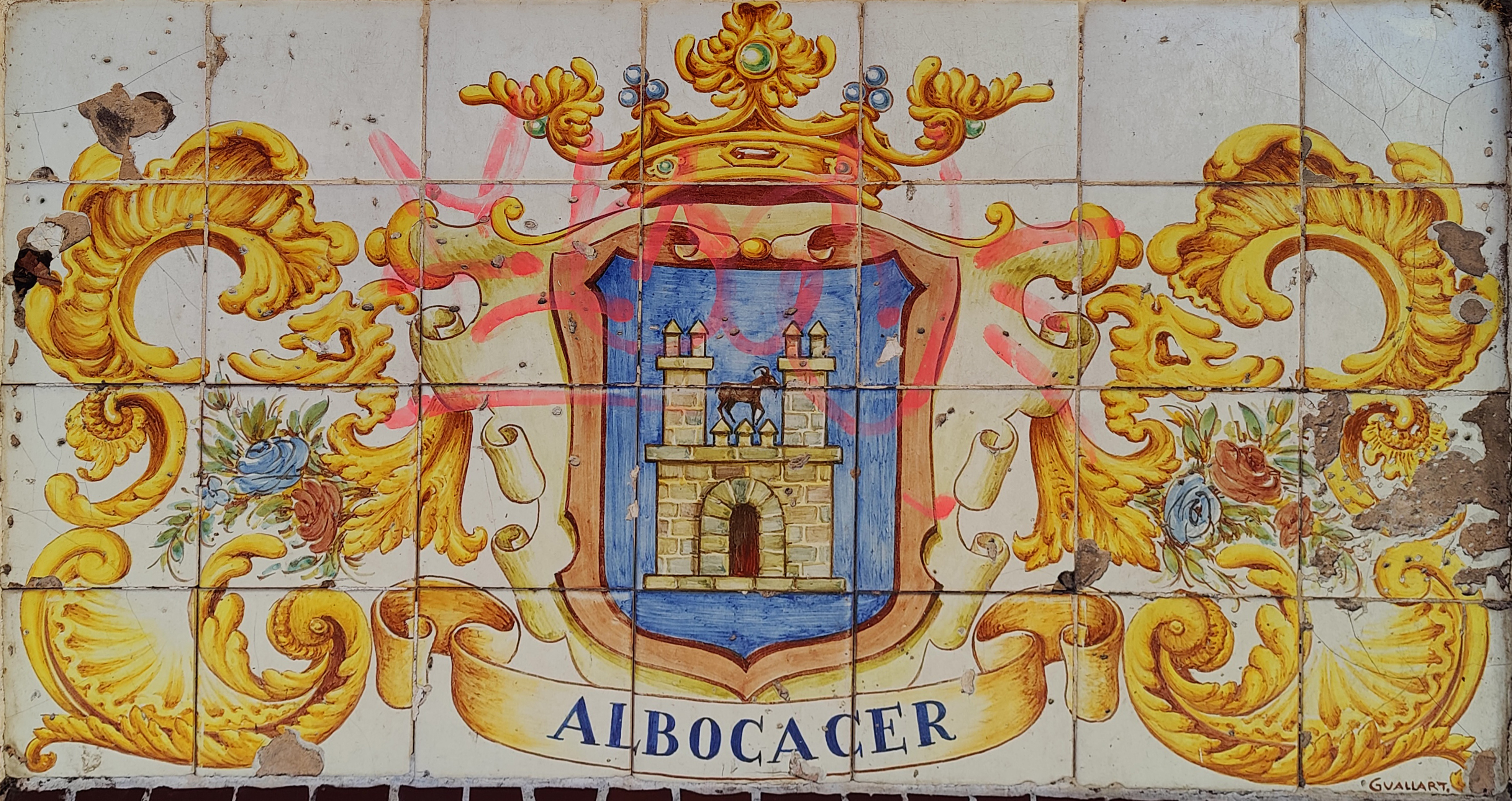
Albocácer
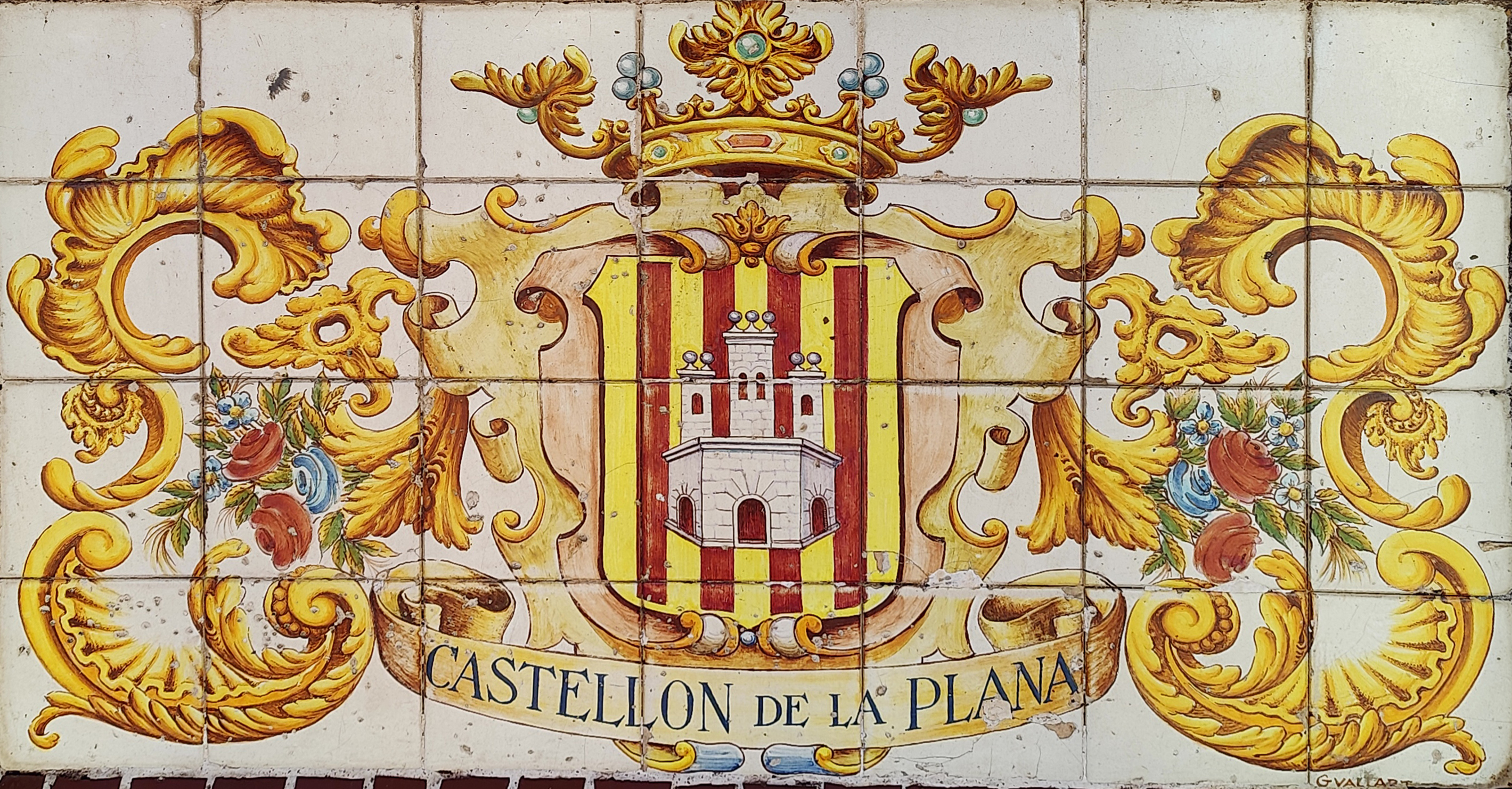
Castellón de la Plana
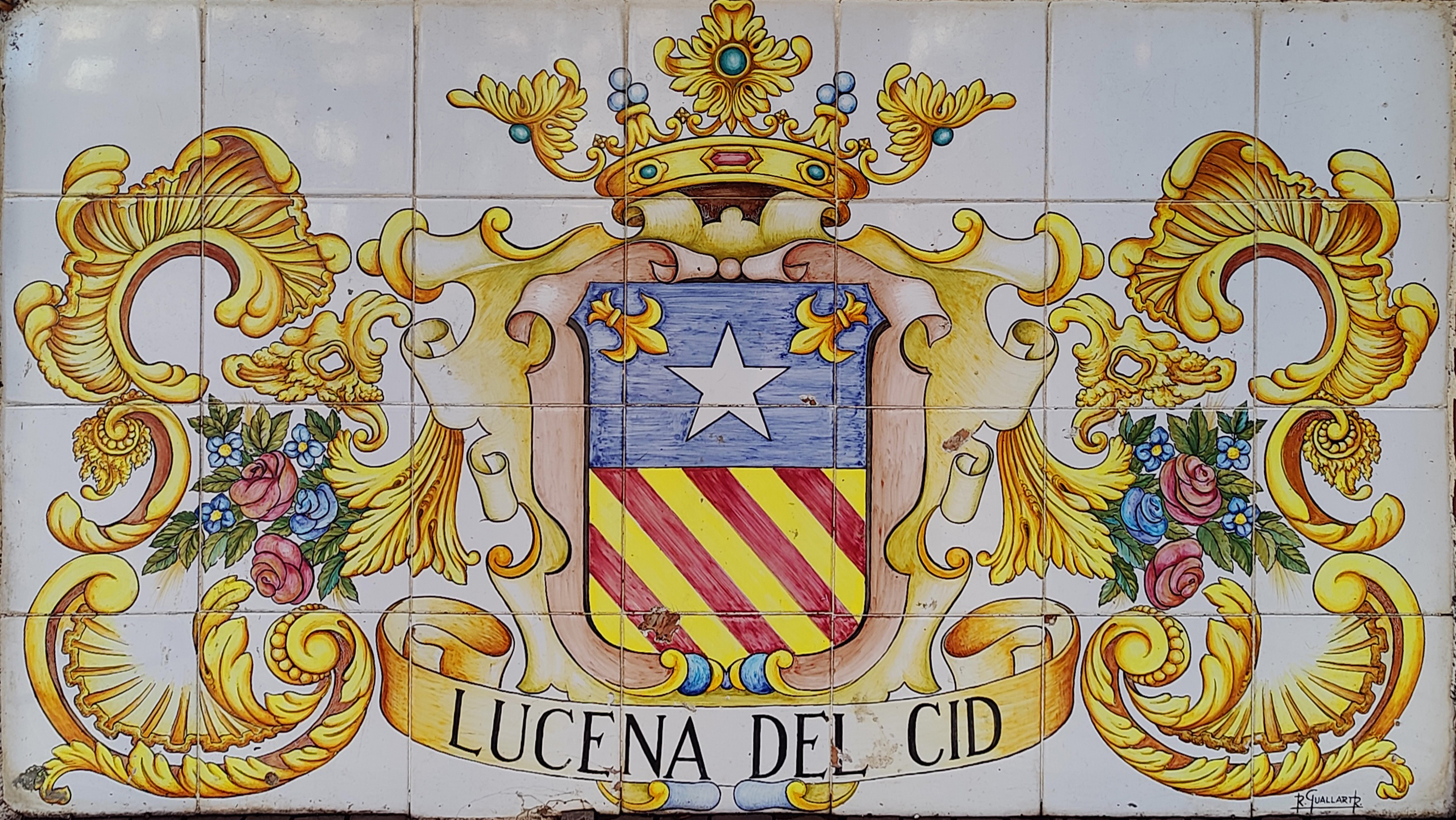
Lucena
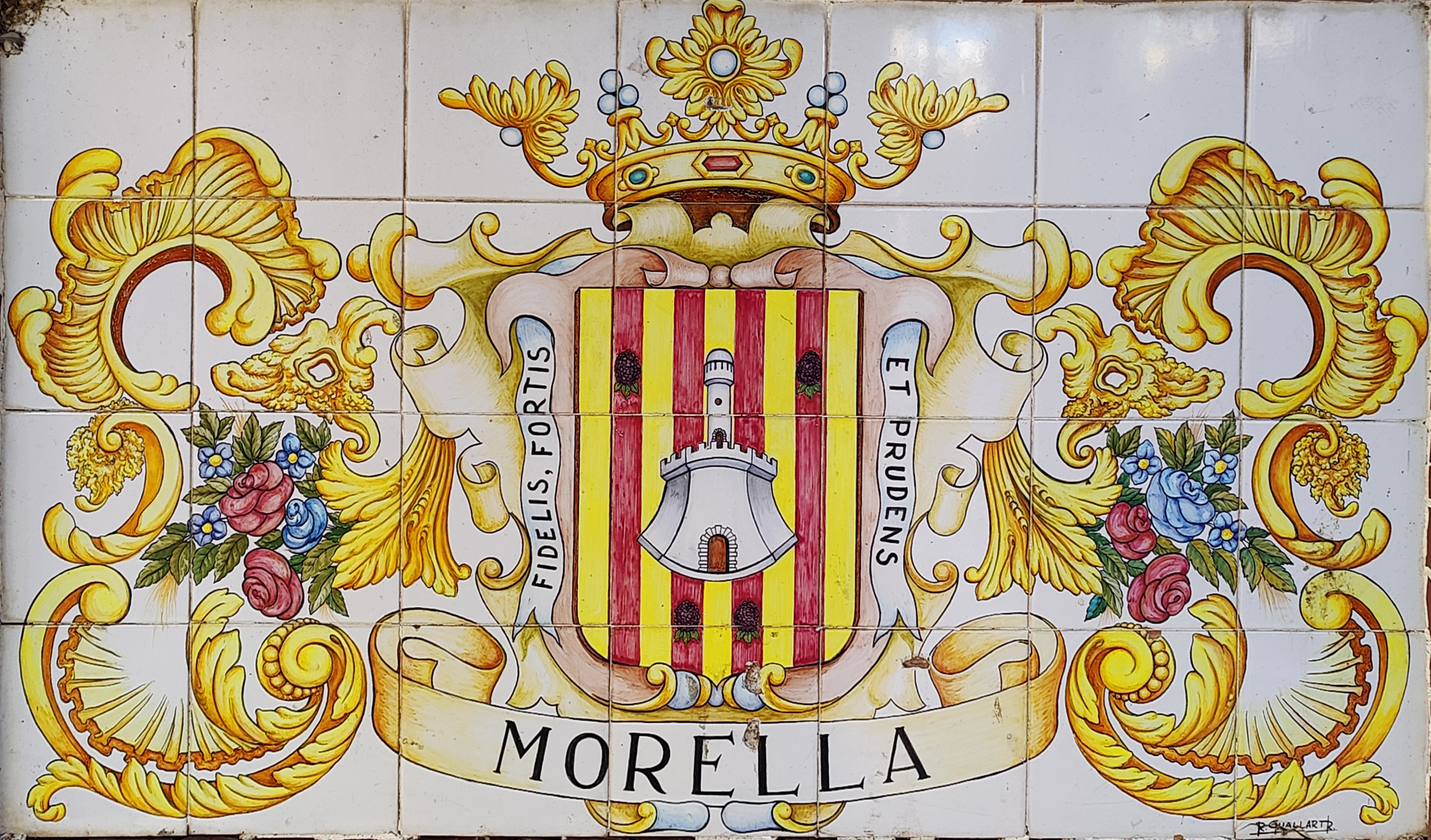
Morella
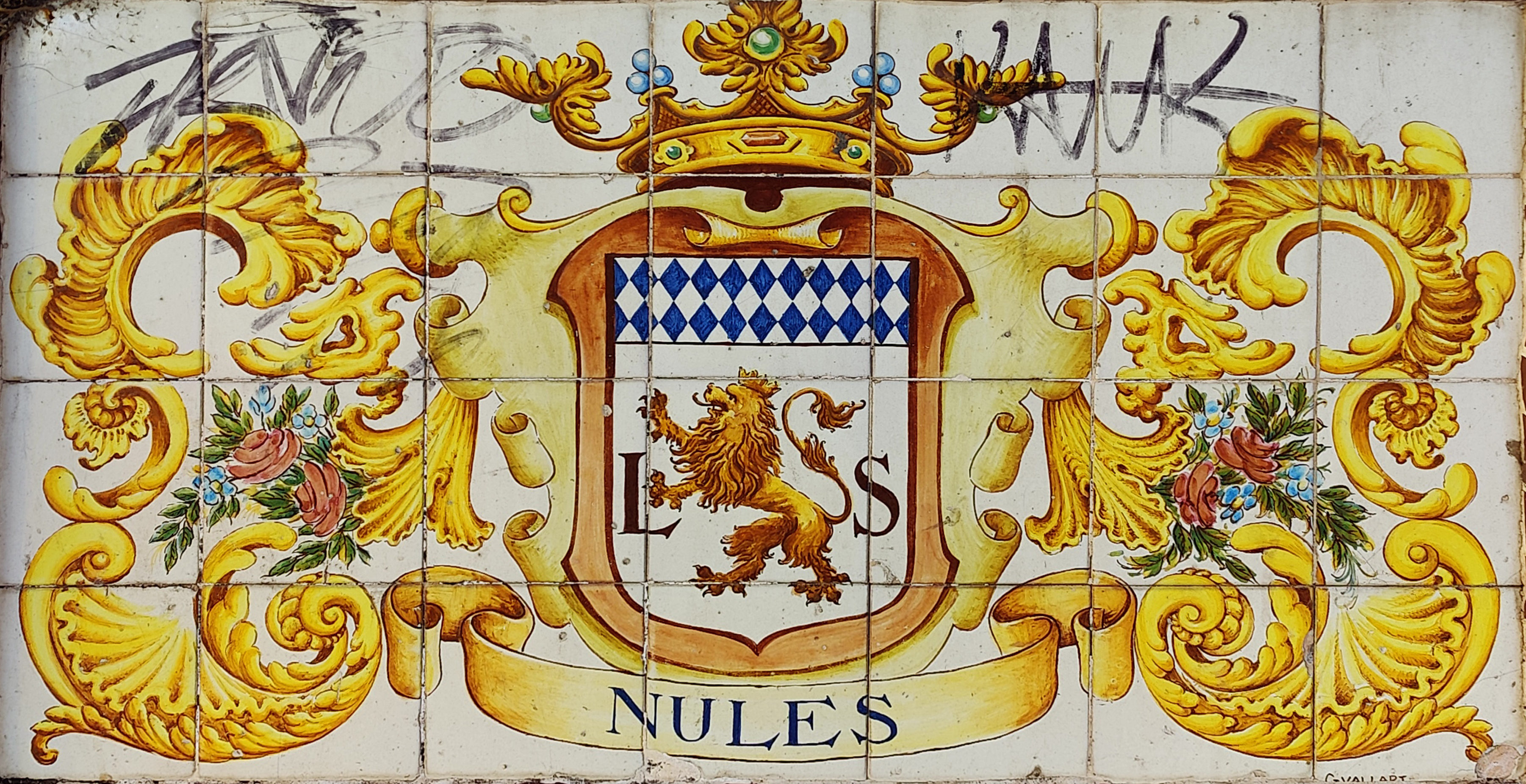
Nules
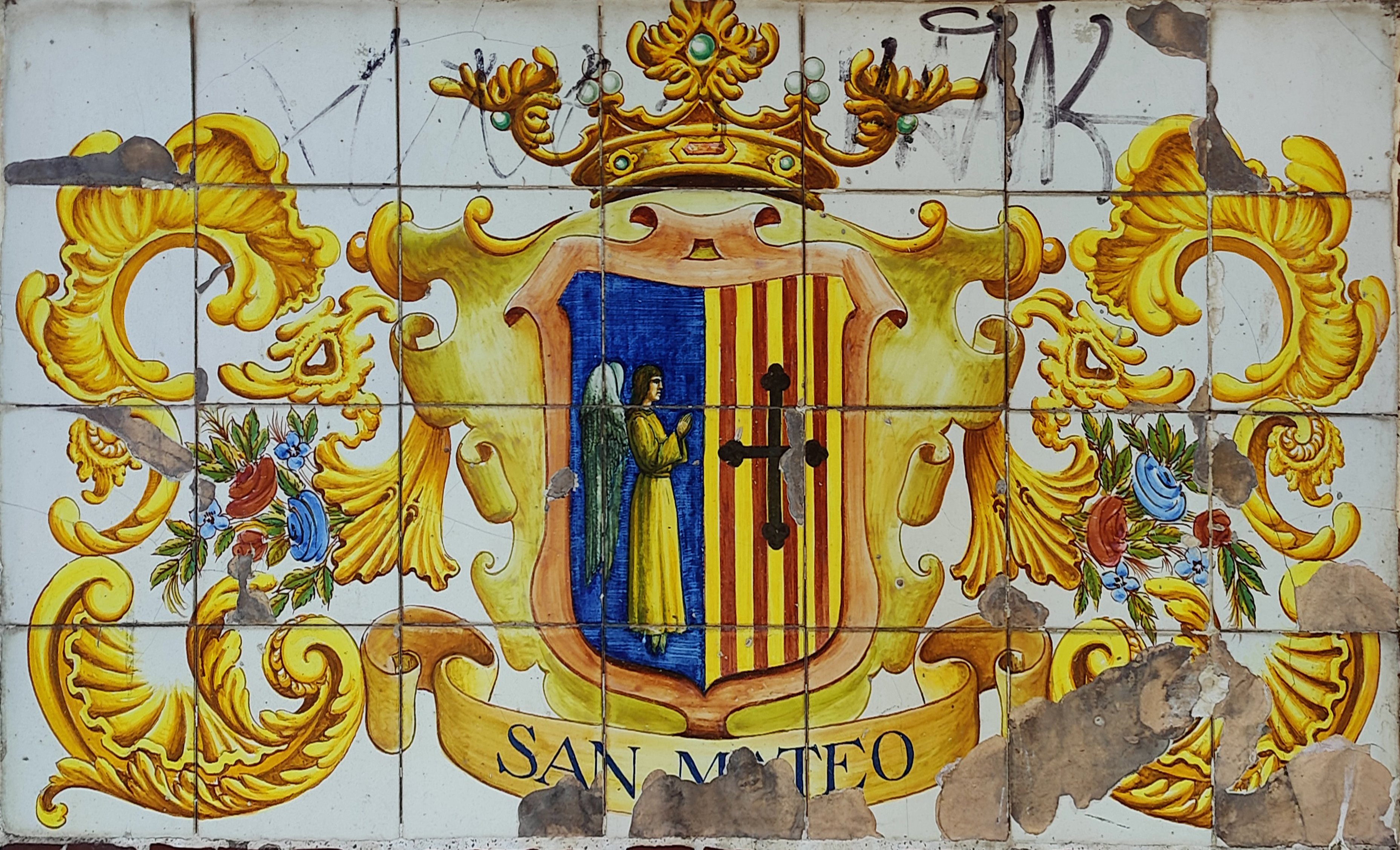
San Mateo
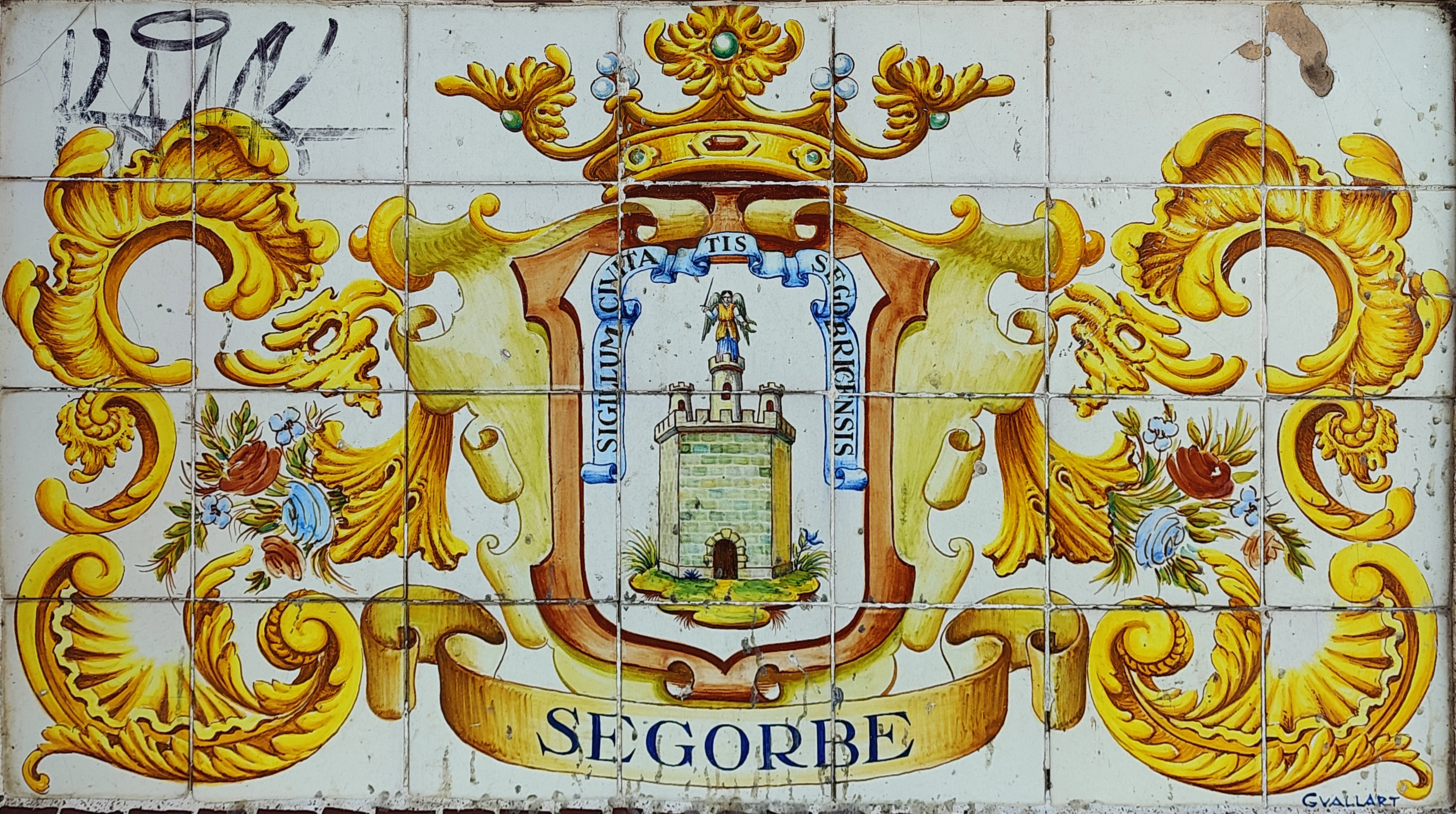
Segorbe
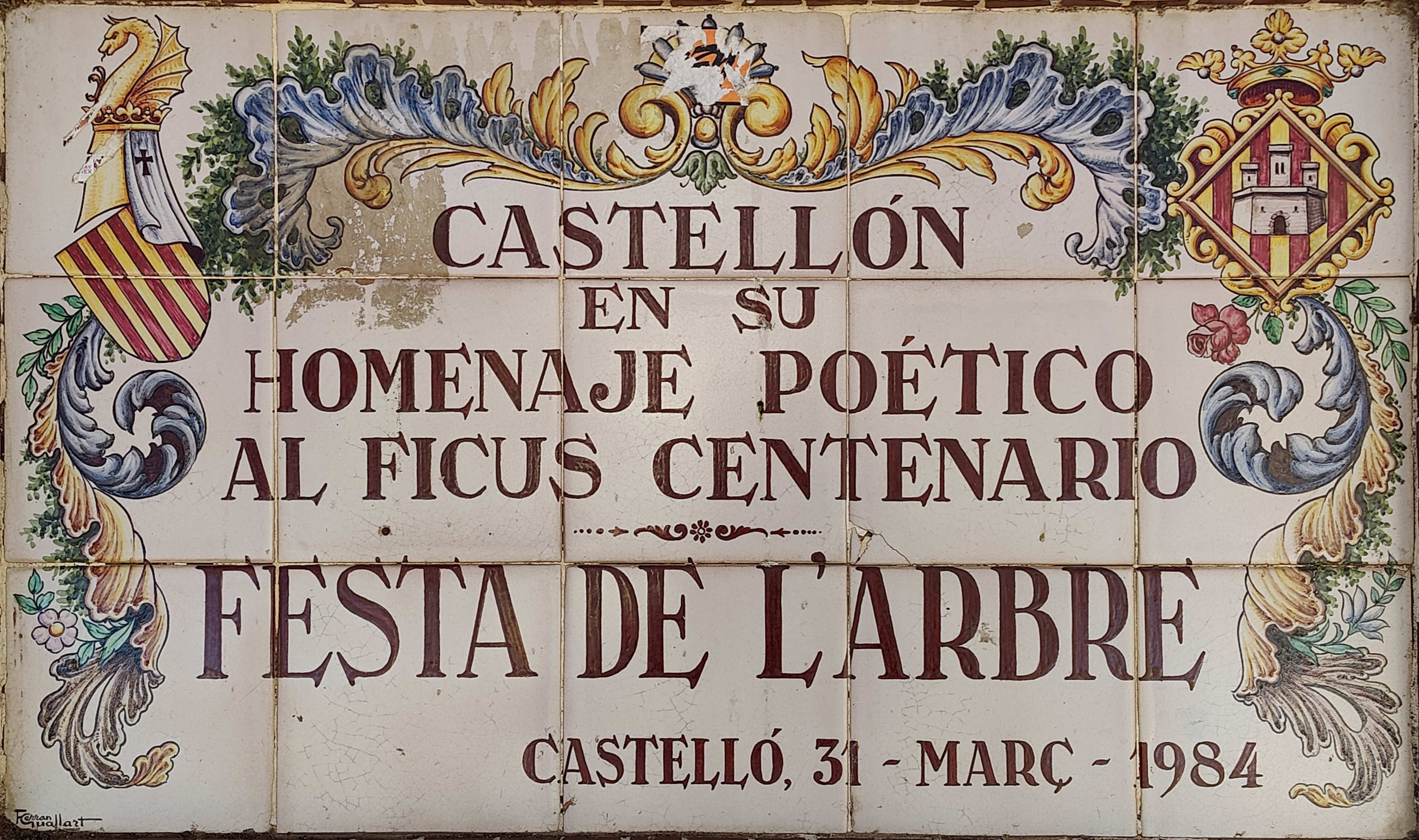
Fiesta del Árbol

### Esculturas

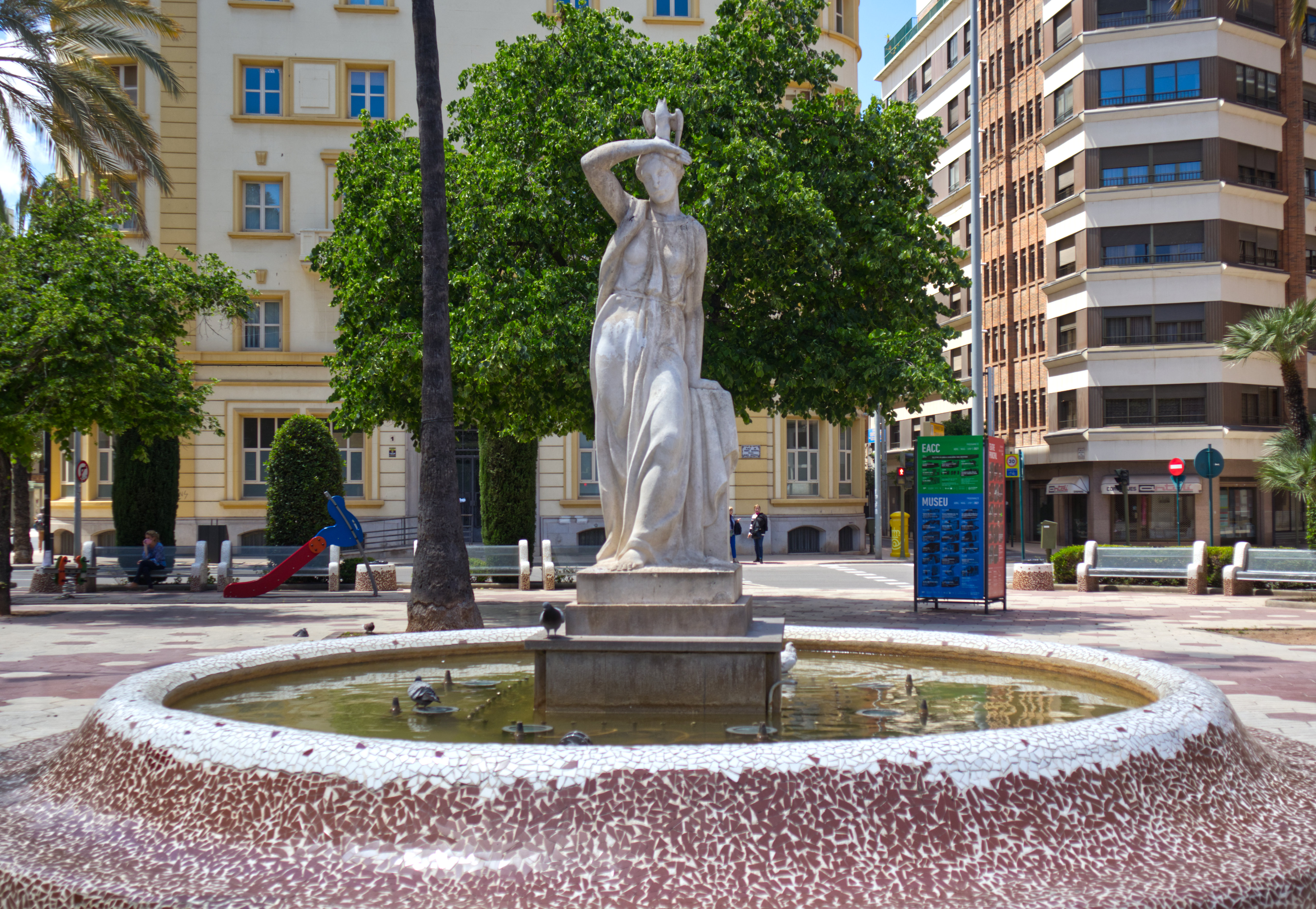
La Paz, Juan Bautista Adsuara (1967)

La plaza posee dos esculturas dentro de sus límites. En el centro de la glorieta se sitúa una fuente con la escultura titulada La Paz obra del escultor castellonense Juan Bautista Adsuara, una esbelta figura femenina que descansa su brazo derecho en su cabeza sobre la que se posa una paloma. Se colocó en 1967 para celebrar los llamados «25 Años de Paz» tras el fin de la guerra civil que celebraba el régimen franquista en esa época. Esta escultura se colocó en origen para sustituir a una escultura de Franco en pie que nunca convenció y no se instaló nunca. Hasta 1997 la escultura se ubicaba sobre un pedestal obra del arquitecto Vicente Traver Garcia-Espresati.
En la esquina de la plaza con las calles Madrid y gobernador se instaló en 2007 la escultura del artista de Burkina Faso Jean-Luc Bambara titulada L’Orquestre Ambiance Facile que representa a cuatro músicos tradicionales de su cultura formando un coro de instrumentos de percusión, un xilófono, la cora y la roudouga.

### Edificios

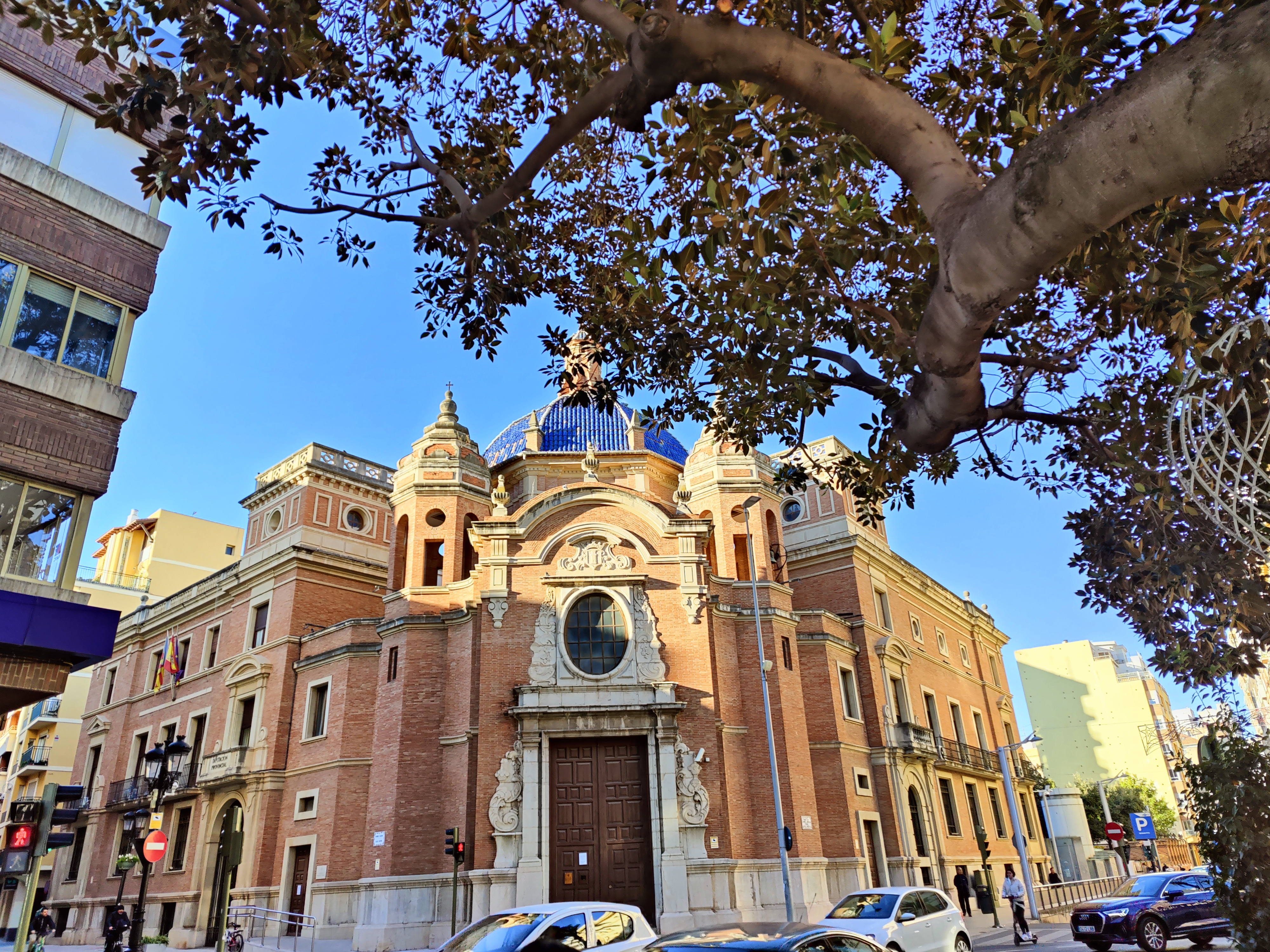
Iglesia de la Sangre

La reconstrucción de la iglesia de la Purísima Sangre llevada a cabo por Vicente Traver y Luis Ros de Ursinos entre 1948 y 1953 trasladó la antigua portada barroca, al lado de la planta octogonal de la capilla más recayente a la plaza, ensalzándola con dos campanarios de aires bizantinos sin restar protagonismo a la gran cúpula de teja azul. convirtiéndo a este edificio en el más destacado del lugar. Anexo a la iglesia y formando parte del mismo conjunto arquitectónico está el Edificio de la Diputación Provincial de Castellón, ambos declarados BRL.
Justo al lado de la iglesia, en el lado oeste de la plaza, se sitúa el edificio Sindical, construido entre 1949 y 1952 por Manuel Vives Llorca como sede del  Sindicato Vertical franquista. Actualmente alberga la sede de algunos de los sindicatos democráticos y de alguna institución pública, así como un teatro regentado por el ayuntamiento. Se trata de un gran edificio de 6 plantas de estilo oficialista con chaflanes redondeados y fachadas simétricas que diferencian el basamento, el desarrollo del edificio y el remate del mismo mediante el uso de pilastras, molduras y elementos decorativos.
Enfrente del edificio Sindical, en el lado este de la plaza, se encuentra el edificio sede de la Subdelegación del Gobierno en la provincia de Castellón. Su construcción se inició en 1935, pero tras el parón por la guerra las obras se retomaron bajo la dirección de Ramiro Avendano finalizando en 1949. La fachada principal se divide en semisótano y 3 plantas sobre rasante, en el estilo arquitectónico oficial que se practicaba en Madrid durante la posguerra, con elementos clasicista como las columnas y pilastras dóricas con altos pedestales, el pórtico de una enorme horizontalidad, la balaustrada del balcón corrido o el frontón triangular que remata el edificio. Bajo este edificio se encuentra un refugio antiaéreo construido durante la guerra civil que ha sido declarado Bien de relevancia local e incluido en el IGPCV con el código 12.040-9999-000119.